# 雅各布·福尔桑
雅各布·迪默尔·福尔桑（丹麥語：Jakob Diemer Fuglsang，1985年3月22日—）生于瑞士日内瓦，是一名丹麦男子自行车运动员，主攻公路自行车。他在2011年至2015年间在卢森堡居住及训练。他的妻子是一名前模特，两人于2015年10月结婚，两人的女儿于2017年6月出生。